# Arlind Kalaja
Arlind Kalaja (Scutari, 27 dicembre 1995) è un calciatore albanese, attaccante del Mandraikos.

## Carriera

### Club
Cresciuto nelle giovanili del Vllaznia, con cui debutta nella massima serie albanese nel 2013.

### Nazionale
Ha giocato nelle nazionali giovanili albanesi Under-17 ed Under-19.

## Statistiche

### Presenze e reti nei club
Statistiche aggiornate al 15 luglio 2021.
| Stagione        | Squadra         | Campionato      | Campionato | Campionato | Coppe nazionali | Coppe nazionali | Coppe nazionali | Coppe continentali | Coppe continentali | Coppe continentali | Altre coppe | Altre coppe | Altre coppe | Totale | Totale |
| Stagione        | Squadra         | Comp            | Pres       | Reti       | Comp            | Pres            | Reti            | Comp               | Pres               | Reti               | Comp        | Pres        | Reti        | Pres   | Reti   |
| --------------- | --------------- | --------------- | ---------- | ---------- | --------------- | --------------- | --------------- | ------------------ | ------------------ | ------------------ | ----------- | ----------- | ----------- | ------ | ------ |
| ott. 2012-2013  | Vllaznia        | KS              | 1          | 0          | CA              | 1               | 0               | -                  | -                  | -                  | -           | -           | -           | 2      | 0      |
| 2013-2014       | Vllaznia        | KS              | 0          | 0          | CA              | 0               | 0               | -                  | -                  | -                  | -           | -           | -           | 0      | 0      |
| 2014-2015       | Vllaznia        | KS              | 20         | 2          | CA              | 6               | 0               | -                  | -                  | -                  | -           | -           | -           | 26     | 2      |
| 2015-2016       | Vllaznia        | KS              | 29         | 4          | CA              | 4               | 1               | -                  | -                  | -                  | -           | -           | -           | 33     | 5      |
| 2016-2017       | Vllaznia        | KS              | 23         | 0          | CA              | 4               | 0               | -                  | -                  | -                  | -           | -           | -           | 27     | 0      |
| 2017-2018       | Vllaznia        | KS              | 30         | 4          | CA              | 4               | 1               | -                  | -                  | -                  | -           | -           | -           | 34     | 5      |
| 2018-gen. 2019  | Kukësi          | KS              | 12         | 0          | CA              | 3               | 0               | UCL+UEL            | 0                  | 0                  | -           | -           | -           | 15     | 0      |
| gen.-giu. 2019  | Kastrioti       | KS              | 12         | 0          | CA              | 0               | 0               | -                  | -                  | -                  | -           | -           | -           | 12     | 0      |
| 2019-2020       | Teuta           | KS              | 12         | 0          | CA              | 5               | 3               | UEL                | 1                  | 0                  | -           | -           | -           | 18     | 3      |
| 2020-2021       | Vllaznia        | KS              | 25         | 1          | CA              | 2               | 0               | -                  | -                  | -                  | -           | -           | -           | 27     | 1      |
| 2021-2022       | Vllaznia        | KS              | 0          | 0          | CA              | 1               | 0               | UECL               | 1                  | 0                  | SA          | 0           | 0           | 2      | 0      |
| Totale Vllaznia | Totale Vllaznia | Totale Vllaznia | 128        | 11         |                 | 22              | 2               |                    | 1                  | 0                  |             | 0           | 0           | 151    | 13     |
| Totale carriera | Totale carriera | Totale carriera | 164        | 11         |                 | 30              | 5               |                    | 2                  | 0                  |             | 0           | 0           | 196    | 16     |

## Palmarès

### Club

#### Competizioni nazionali
- Coppa d'Albania: 2

Teuta: 2019-2020
Vllaznia: 2020-2021
- Gamma Ethniki: 1

Paniōnios: 2023-2024 (gruppo 4)